# Lafrimbolle
Lafrimbolle est une commune française située dans le département de la Moselle en région Grand Est.
Cette commune se trouve dans la région historique de Lorraine et fait partie du pays de Sarrebourg.

## Géographie

### Communes limitrophes
| Niderhoff                      |             | Métairies-Saint-Quirin |
|                                | Lafrimbolle |                        |
| Bertrambois Meurthe-et-Moselle |             | Turquestein-Blancrupt  |

### Hydrographie
La commune est située dans le bassin versant du Rhin au sein du bassin Rhin-Meuse. Elle est drainée par la Sarre.
La Sarre, d'une longueur totale de 129,2 km, est un affluent de la Moselle et donc un sous-affluent du Rhin, qui coule en Lorraine, en Alsace bossue et dans les Länder allemands de la Sarre (Saarland) et de Rhénanie-Palatinat (Rheinland-Pfalz).

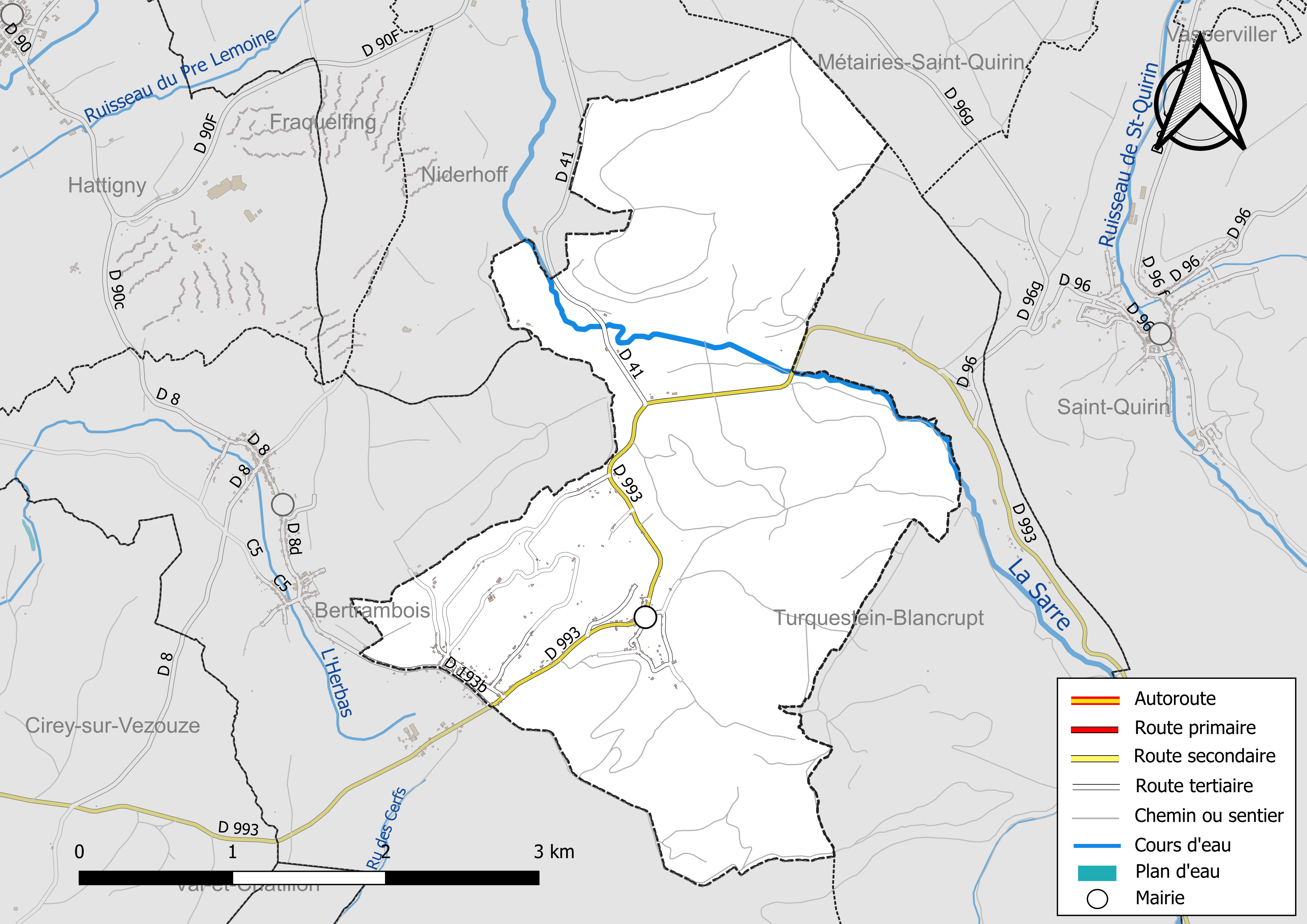
Réseaux hydrographique et routier de Lafrimbolle.

La qualité de la Sarre peut être consultée sur un site spécial géré par les agences de l’eau et l’Agence française pour la biodiversité.

### Climat
Pour des articles plus généraux, voir Climat du Grand Est et Climat de la Moselle.
En 2010, le climat de la commune est de type climat de montagne, selon une étude du Centre national de la recherche scientifique s'appuyant sur une série de données couvrant la période 1971-2000. En 2020, Météo-France publie une typologie des climats de la France métropolitaine dans laquelle la commune est exposée à un climat semi-continental et est dans la région climatique  Vosges, caractérisée par une pluviométrie très élevée (1 500 à 2 000 mm/an) en toutes saisons et un hiver rude (moins de 1 °C). 
Pour la période 1971-2000, la température annuelle moyenne est de 9,5 °C, avec une amplitude thermique annuelle de 16,8 °C. Le cumul annuel moyen de précipitations est de 1 071 mm, avec 13,1 jours de précipitations en janvier et 10,4 jours en juillet. Pour la période 1991-2020, la température moyenne annuelle observée sur la station météorologique de Météo-France la plus proche, « Turquestein-blancrupt_sapc », sur la commune de Saint-Quirin à 4 km à vol d'oiseau, est de 10,2 °C et le cumul annuel moyen de précipitations est de 1 091,5 mm. 
La température maximale relevée sur cette station est de 38,3 °C, atteinte le 7 août 2015 ; la température minimale est de −18,4 °C, atteinte le 12 février 2012,,. 
Les paramètres climatiques de la commune ont été estimés pour le milieu du siècle (2041-2070) selon différents scénarios d'émission de gaz à effet de serre à partir des nouvelles projections climatiques de référence DRIAS-2020. Ils sont consultables sur un site spécial publié par Météo-France en novembre 2022.

## Urbanisme

### Typologie
Au 1er janvier 2024, Lafrimbolle est catégorisée commune rurale à habitat dispersé, selon la nouvelle grille communale de densité à sept niveaux définie par l'Insee en 2022.
Elle est située hors unité urbaine. Par ailleurs la commune fait partie de l'aire d'attraction de Sarrebourg, dont elle est une commune de la couronne,. Cette aire, qui regroupe 87 communes, est catégorisée dans les aires de 50 000 à moins de 200 000 habitants,.

### Occupation des sols
L'occupation des sols de la commune, telle qu'elle ressort de la base de données européenne d’occupation biophysique des sols Corine Land Cover (CLC), est marquée par l'importance des forêts et milieux semi-naturels (89,7 % en 2018), une proportion sensiblement équivalente à celle de 1990 (90,5 %). La répartition détaillée en 2018 est la suivante : 
forêts (71,9 %), milieux à végétation arbustive et/ou herbacée (17,7 %), prairies (10,2 %), zones agricoles hétérogènes (0,1 %). L'évolution de l’occupation des sols de la commune et de ses infrastructures peut être observée sur les différentes représentations cartographiques du territoire : la carte de Cassini (XVIIIe siècle), la carte d'état-major (1820-1866) et les cartes ou photos aériennes de l'IGN pour la période actuelle (1950 à aujourd'hui).

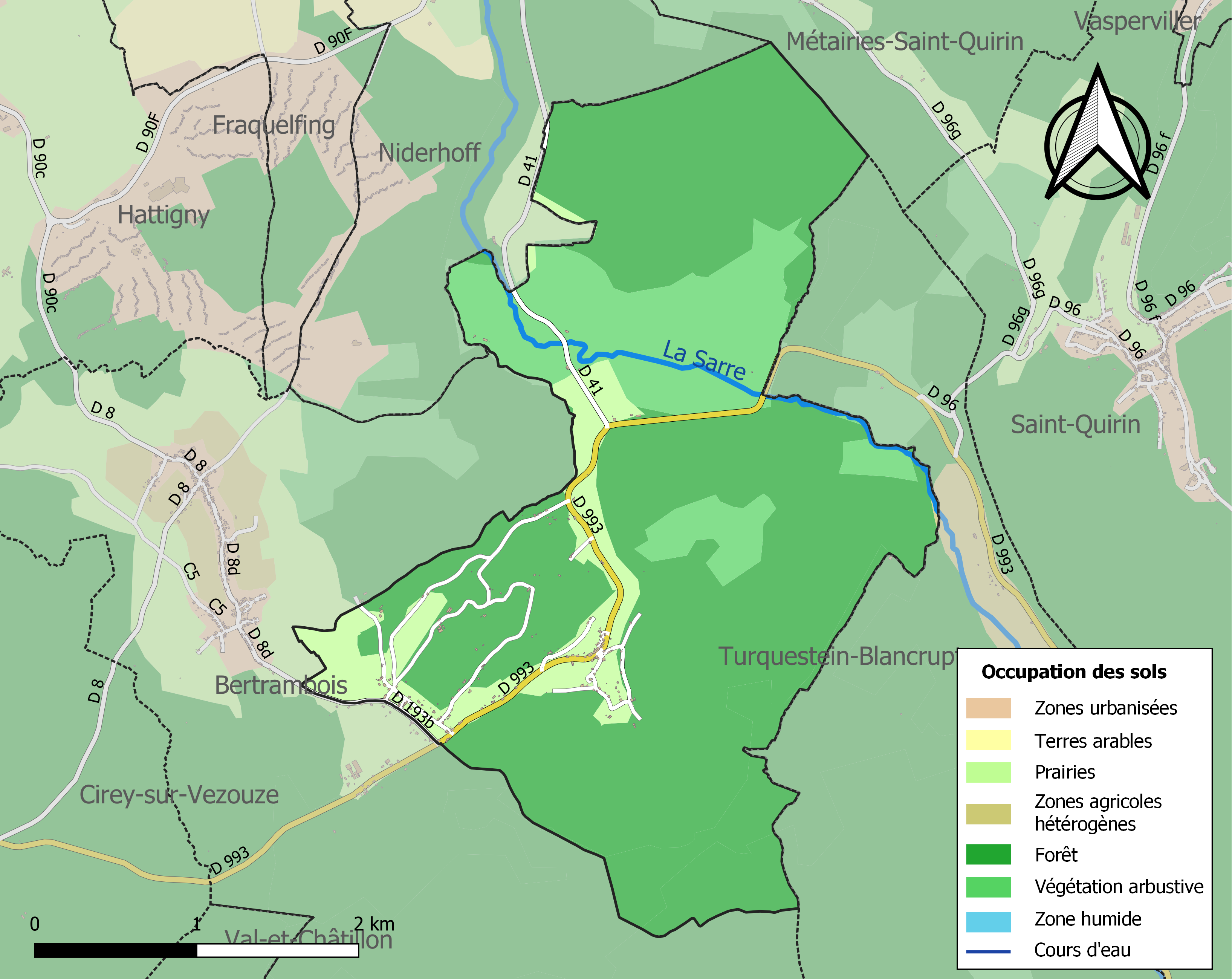
Carte des infrastructures et de l'occupation des sols de la commune en 2018 (CLC).

## Toponymie
- Située à la limite toponymique roman-germanique. D'un nom de personne germanique Laifin + bronn "source"[14].
- Lascebranne (1203), Laffemborn et Lafenborn (1224), Laffenborne (1244), Laffrenbonne et Leffenborne (1248), Lafferburn (1250), Lauffenborn (1361), Leffelbron (1590), Löffelborn et Löffelbrunn (1667), La Frainbole (1710), Lafrinbonne (1793), Frinbolle (1801), Lascemborn (1871-1915), Lassenborn (1915-1918 et 1940-1944).
- Leinfribol en lorrain roman.

## Histoire
Lafrimbolle se trouvait dans la seigneurie de Turquestein, dans l'ancien duché de Lorraine. Le village a été dévasté en 1310 par les troupes françaises et celle de l'évêque de Metz. Le village était inhabité en 1433. Cependant le passage ici de l'ancienne voie romaine atteste la présence humaine depuis les temps les plus reculés. Annexée à la France en 1766 comme toute la Lorraine qui perd son indépendance. Le village a fait partie de l'Empire allemand le 10 mai 1871 à la suite du traité de Francfort, puis de la France le 28 juin 1919 avec le traité de Versailles.

## Politique et administration
| Période                                  | Période   | Identité        | Étiquette | Qualité |
| ---------------------------------------- | --------- | --------------- | --------- | ------- |
| Les données manquantes sont à compléter. |           |                 |           |         |
| mars 1971                                | mars 2001 | Gustave Collin  |           |         |
| mars 2001                                | mars 2014 | Michel Aubriot  | DVD       |         |
| mars 2014                                | mai 2020  | Francis Bazin   |           |         |
| mai 2020                                 | En cours  | Chantal Etienne |           |         |

## Démographie
L'évolution du nombre d'habitants est connue à travers les recensements de la population effectués dans la commune depuis 1793. Pour les communes de moins de 10 000 habitants, une enquête de recensement portant sur toute la population est réalisée tous les cinq ans, les populations de référence des années intermédiaires étant quant à elles estimées par interpolation ou extrapolation. Pour la commune, le premier recensement exhaustif entrant dans le cadre du nouveau dispositif a été réalisé en 2007.

En 2022, la commune comptait 207 habitants, en évolution de +0,98 % par rapport à 2016 (Moselle : +0,52 %, France hors Mayotte : +2,11 %).
| 1793 | 1800 | 1806 | 1821 | 1831 | 1836 | 1841 | 1846 | 1851 |
| ---- | ---- | ---- | ---- | ---- | ---- | ---- | ---- | ---- |
| 125  | 87   | 119  | 141  | 148  | 715  | 876  | 700  | 758  |

| 1856 | 1861 | 1871 | 1875 | 1880 | 1885 | 1890 | 1895 | 1900 |
| ---- | ---- | ---- | ---- | ---- | ---- | ---- | ---- | ---- |
| 749  | 768  | 728  | 707  | 664  | 537  | 456  | 406  | 438  |

| 1905 | 1910 | 1921 | 1926 | 1931 | 1936 | 1946 | 1954 | 1962 |
| ---- | ---- | ---- | ---- | ---- | ---- | ---- | ---- | ---- |
| 411  | 384  | 364  | 353  | 316  | 330  | 220  | 241  | 214  |

| 1968 | 1975 | 1982 | 1990 | 1999 | 2006 | 2007 | 2012 | 2017 |
| ---- | ---- | ---- | ---- | ---- | ---- | ---- | ---- | ---- |
| 176  | 159  | 147  | 184  | 198  | 218  | 221  | 205  | 202  |

| 2022 | - | - | - | - | - | - | - | - |
| ---- | - | - | - | - | - | - | - | - |
| 207  | - | - | - | - | - | - | - | - |

## Culture locale et patrimoine

### Lieux et monuments
- Passage d'une voie romaine.

### Édifices religieux

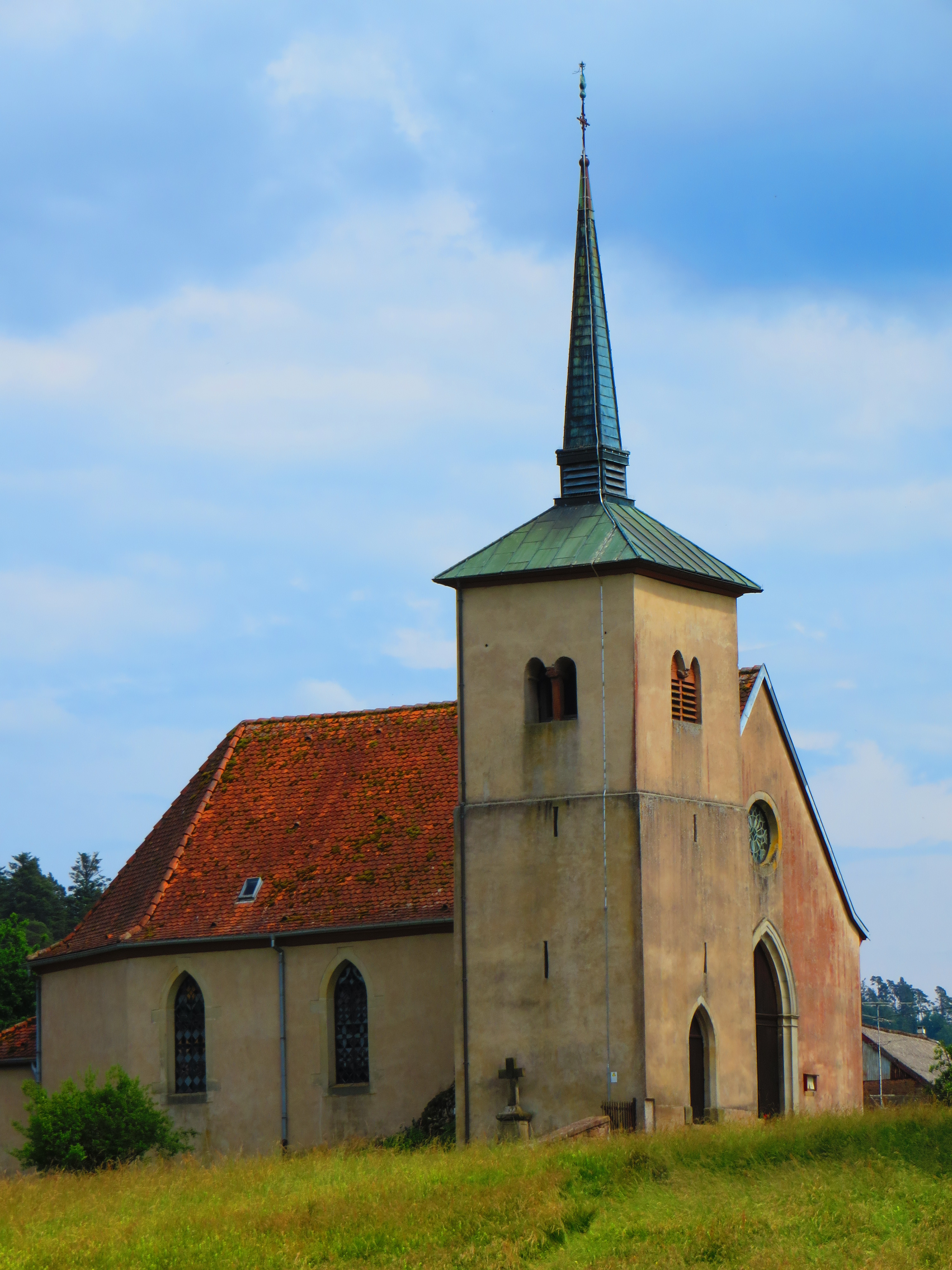
Église Saint-Michel.

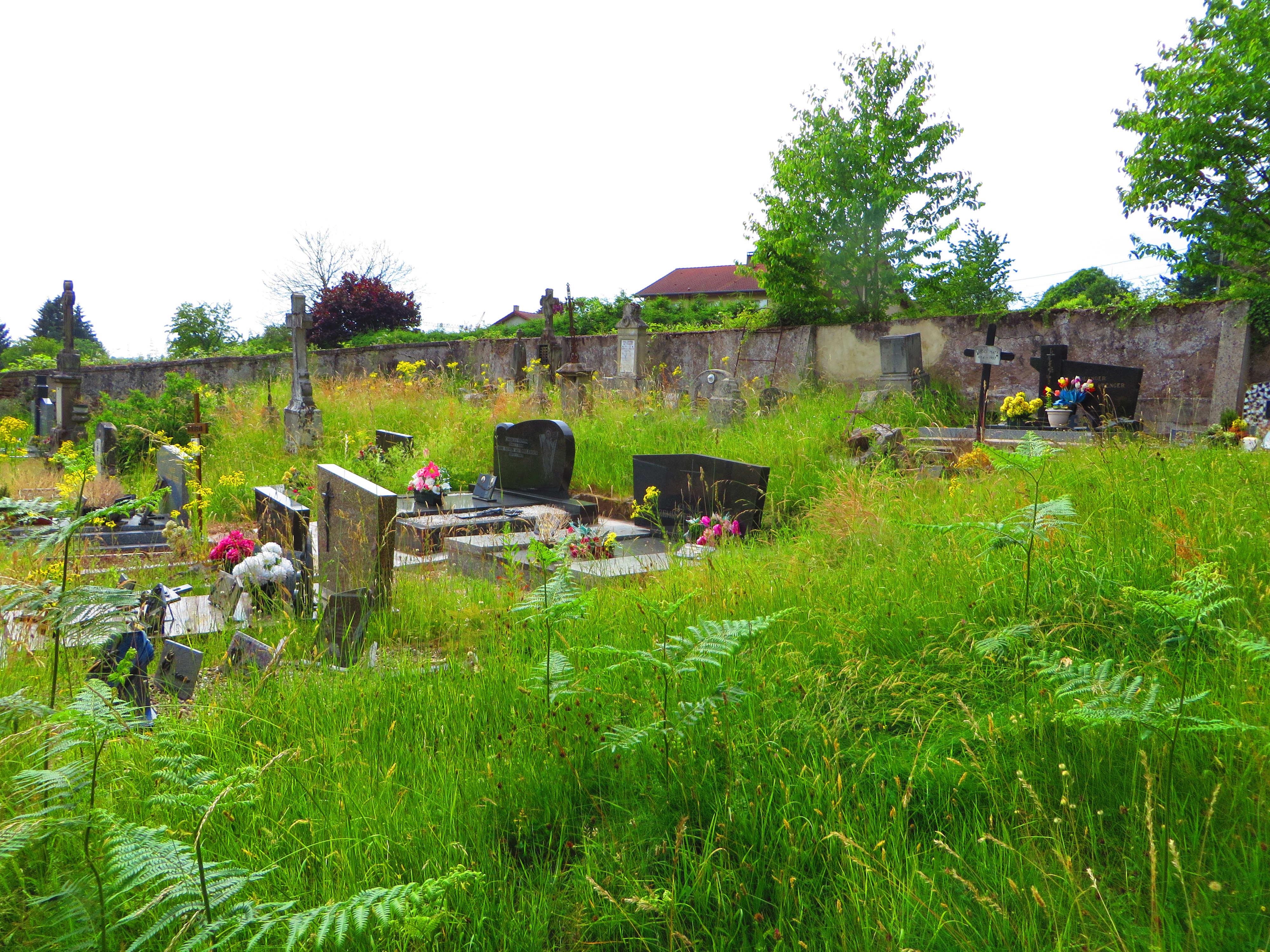
Cimetière protestant.

- Église paroissiale Saint-Michel. Seul le clocher, bien que reconstruit à la suite des bombardements de 1944 ce qui lui a valu de perdre son bulbe, témoigne de la présence d'un édifice à l'époque médiévale XIIe siècle, clocher gothique XVe siècle la nef a été reconstruite à partir de 1842 dans un esprit néo-gothique, restaurée en 1968
- Temple réformé construit au milieu du XIXe siècle, témoin d’une présence huguenote réfugiée, remontant à la Réforme et originaire de Badonviller.
- Cimetière protestant.

### Personnalités liées à la commune
- Auguste Chevandier de Valdrome (1781-1865), père de Eugène Chevandier de Valdrome.
- Daniel Legrand, industriel rubanier du Ban de la Roche, disciple d'Oberlin, crée en 1846 une école protestante pour les familles réformées dispersées aux alentours. En 1852 elle est transformée en chapelle-école.
- Yves Guellec (1913-1944), Compagnon de la Libération, Mort pour la France le 19 novembre 1944 au col de Lafrimbolle.

## Pour approfondir